# Никулушкина, Анастасия Захаровна
Анастасия Захаровна Никулушкина (ошибочно — Никулушина) (1935 — январь 2003) — самобытная российская певица, исполнительница народных песен на нескольких языках Архивная копия от 3 сентября 2016 на Wayback Machine.
22.09.1962 она вернулась с 215 семьями казаков-некрасовцев (в составе 1000 человек) в СССР из Турции. Казаки-некрасовцы Архивная копия от 25 сентября 2012 на Wayback Machine жили в Турции с 1741 года (Майносская община). Никулушкина как и многие вернувшиеся некрасовцы Архивная копия от 16 ноября 2015 на Wayback Machine жила в поселке Новокумский Левокумского района Ставропольского края .
Именно её голос звучит в известной песне «Молодость» группы «Иван Купала» Архивная копия от 24 сентября 2016 на Wayback Machine (2000). Алексей Румянцев из группы «Иван Купала» признавался Архивная копия от 8 августа 2016 на Wayback Machine, что композиция «Молодость», которая «начинается с откровенной восточной пентатоники Архивная копия от 29 июня 2016 на Wayback Machine» явилась для него самым ярким проявлением русского фольклора. В манере исполнения одной из выдающихся народных певиц России превалируют черты близкие восточной манере интонирования c обилием мелизматики и пентатоники, с характерной цветистостью. Считается, что Никулушкиной (иногда ошибочно — Никулушина) не было равных в исполнении турецких песен Архивная копия от 1 июля 2016 на Wayback Machine, которые она хорошо знала, так как родилась в Турции (на озере Майнос (озеро Куш).
Среди песен в её исполнении выделяют «Пришатнулся казак, примотнулся», «Турецкая лирическая», «Заиграю, заиграю, сам да заплачу» и многие другие.
Известны её выступления на музыкально-этнографическом концерте в Москве (1966) и другие. Записи её голоса успели сделать исследователи московской государственной консерватории им. Чайковского (1980-е). Многие записи её исполнений хранятся сегодня в личном архиве В. Н. Никитиной (Медведевой), в архиве «Мелодии» Архивная копия от 1 июля 2016 на Wayback Machine и в Институте русской литературы (Пушкинского Дома) Российской академии наук.